# ألفرد باشليت
ألفرد باشليت (بالفرنسية: Alfred Bachelet)‏ هو ملحن فرنسي، ولد في 26 فبراير 1864 في باريس في فرنسا، وتوفي في 10 فبراير 1944 في نانسي في فرنسا.

## وصلات خارجية
- ألفرد باشليت على موقع ميوزك برينز (الإنجليزية)
- ألفرد باشليت على موقع قاعدة بيانات برودواي على الإنترنت (الإنجليزية)
- ألفرد باشليت على موقع أول ميوزيك (الإنجليزية)
- ألفرد باشليت على موقع ديسكوغز (الإنجليزية)